# Luis Gnecco
Luis Enrique Gnecco Dessy (Santiago, 12 de desembre de 1962) és un actor xilè de cinema, teatre i televisió.
En televisió ha participat en nombroses telenovel·les, entre elles Villa Nápoli, Jaque mate, Amores de mercado, Brujas, Lola i Soltera otra vez, a més de sèries com Prófugos i Narcos; i programes de comèdia com De chincol a jote o El desjueves. En cinema destaquen les seves participacions a Johnny cien pesos (1993), la nominada al Premis Oscar, No (2012), com a Fernando Karadima a El Bosque de Karadima (2015), com Pablo Neruda a Neruda (2016), a Una mujer fantástica (2017), guanyadora de l'Oscar a la millor pel·lícula de parla no anglesa, i a Los dos papas (2019).

## Biografia
Va estudiar llicenciatura en biologia durant tres anys. No obstant això, les seves qualitats actorales i còmiques van sortir a flotació en aquest període, sent comú que el professor i destacat científic Humberto Maturana rigués cada vegada que Gnecco realitzés imitacions de professors de l'escola o contés acudits. Luego estudió en la Escuela de Teatro de Fernando González.
En 1985 va començar a treballar en teleseries. Dos anys més tard, va començar a incursionar en programes d'humor, amb la seva participació en De chincol a jote (Canal 13), i més tard, entre 1990 i 1995, va ser part del programa humorístic El desjueves (La Red). En 1998 va participar de l'elenc del programa humorístic de Canal 13 Na' que ver con Chile. El 2008 protagonitza la sèrie de comèdia La ofis, de Canal 13. És divorciat i té dos fills.
En 2016 va guanyar el premi en la categoria "millor actor" en el History Havana Film Festival 2016 (HFFNY) en Nova York, gràcies al seu paper protagonista en la pel·lícula El bosque de Karadima del director xilè Matías Lira. A més, va tornar a reunir-se al costat del director Pablo Larraín i l'actor Gael García Bernal per a protagonitzar Neruda, on interpreta al personatge principal, Pablo Neruda, i pel qual va obtenir la nominació en la categoria "millor interpretació masculina" en la IV edició dels Premis Platino de 2017.

## Filmografia

### Cinema
| Cinema | Cinema                                            | Cinema                               | Cinema                | Cinema |
| Any    | Pel·lícula                                        | paper                                | Director              |        |
| ------ | ------------------------------------------------- | ------------------------------------ | --------------------- | ------ |
| 1990   | Hay algo allá afuera                              | Aldo                                 | Pepe Maldonado        |        |
| 1993   | Johnny cien pesos                                 | Alfonso                              | Gustavo Graef Marino  |        |
| 2003   | Sexo con amor                                     | Tomás                                | Boris Quercia         |        |
| 2003   | Buscando a la señorita Hyde                       | Inspector Gormaz                     | Pepe Maldonado        |        |
| 2005   | Paréntesis                                        | Gustavo                              | Francisca Schweitzer  |        |
| 2005   | Alberto: ¿quién sabe cuánto cuesta hacer un ojal? | Tío                                  | Ricardo Larraín       |        |
| 2006   | Padre Nuestro                                     | Pedro                                | Rodrigo Sepúlveda     |        |
| 2007   | Casa de remolienda                                | Mauricio Valdebenito                 | Ignacio Eyzaguirre    |        |
| 2007   | El clavel negro                                   | Oliva (cap de protocol de La Moneda) | Åsa Faringer          |        |
| 2008   | ChilePuede                                        | Ministro del Interior                | Ricardo Larraín       |        |
| 2009   | El visitante nocturno                             |                                      | Pepe Maldonado        |        |
| 2009   | El baile de la victoria                           | Monasterio                           | Fernando Trueba       |        |
| 2010   | Post Mortem                                       | Tato                                 | Pablo Larraín         |        |
| 2012   | Joven y alocada                                   | Entrevistado                         | Marialy Rivas         |        |
| 2012   | Pérez                                             | Pérez                                | Álvaro Viguera        |        |
| 2012   | No                                                | José Tomás Urrutia                   | Pablo Larraín         |        |
| 2012   | Paseo de oficina                                  | Leo                                  | Roberto Artiagoitia   |        |
| 2013   | El derechazo                                      | Rubén Morales                        | Lalo Prieto           |        |
| 2014   | The Stranger                                      | Teniente De Luca                     | Guillermo Amoedo      |        |
| 2014   | Aurora                                            | Pedro                                | Rodrigo Sepúlveda     |        |
| 2015   | El Bosque de Karadima                             | Fernando Karadima                    | Matías Lira           |        |
| 2015   | La prima luce                                     | Avv. Ramos                           | Vincenzo Marra        |        |
| 2016   | Neruda                                            | Pablo Neruda                         | Pablo Larraín         |        |
| 2016   | Aquí no ha pasado nada                            | Gustavo Barría                       | Alejandro Fernández   |        |
| 2017   | Una mujer fantástica                              | Gabriel Onetto Pertier               | Sebastián Lelio       |        |
| 2017   | Artax: un nuevo comienzo                          | Vasco Zartundúa                      | Diego Corsini         |        |
| 2018   | El Ángel                                          | Héctor Robledo Puch                  | Luis Ortega           |        |
| 2019   | La misma sangre                                   | Lautaro                              | Miguel Cohan          |        |
| 2019   | Los dos papas                                     | Cardenal Cláudio Hummes              | Fernando Meirelles    |        |
| 2019   | L'uomo del labirinto                              | Mordecai Lumann                      | Donato Carrisi        |        |
| 2020   | Nadie sabe que estoy aquí                         | Braulio                              | Gaspar Antillo        |        |
| 2020   | Tengo miedo torero                                | Myrna                                | Rodrigo Sepúlveda     |        |
| 2020   | La Regola d'Oro                                   | DeLollis                             | Alessandro Lunardelli |        |
| 2020   | Matar a Pinochet                                  | Carlos Magni                         | Juan Ignacio Sabatini |        |

### Telenovel·les
| Teleseries | Teleseries         | Teleseries            | Teleseries             |
| Any        | Telesèrie          | Personatge            | Director               |
| ---------- | ------------------ | --------------------- | ---------------------- |
| 1987       | La invitación      | Horacio Pinto         | Óscar Rodríguez        |
| 1989       | La intrusa         | Aldo Albanez          | Cristián Mason         |
| 1991       | Villa Nápoli       | Benito Carvajal       | Óscar Rodríguez        |
| 1992       | Trampas y caretas  | Amadeo Morales        | Vicente Sabatini       |
| 1993       | Jaque mate         | Onofre Fajardo        | Vicente Sabatini       |
| 1994       | Rompecorazón       | Mauricio Gándara      | Vicente Sabatini       |
| 1996       | Adrenalina         | Álvaro del Canto      | Ricardo Vicuña         |
| 2000       | Santo ladrón       | Otilio Benítez        | María Eugenia Rencoret |
| 2001       | Amores de mercado  | Bernardo Torres       | María Eugenia Rencoret |
| 2002       | Purasangre         | Julio Marambio        | María Eugenia Rencoret |
| 2003       | Pecadores          | Reinaldo Gatica       | María Eugenia Rencoret |
| 2004       | Destinos cruzados  | Máximo Tagliati       | María Eugenia Rencoret |
| 2005       | 17                 | Marco Talavera        | Víctor Huerta          |
| 2005       | Brujas             | Leopoldo Quevedo      | Guillermo Helo         |
| 2006       | Descarado          | Moisés Castillo       | Guillermo Helo         |
| 2007       | Papi Ricky         | Leonardo Garay        | Ítalo Galleani         |
| 2007       | Lola               | Ernesto Anguita       | Ítalo Galleani         |
| 2009       | Cuenta conmigo     | Baltazar Polidori     | Ítalo Galleani         |
| 2009       | Corazón rebelde    | Rubén Iturra          | Herval Abreu           |
| 2012       | Soltera otra vez   | Sergio "Pelao" Monroy | Herval Abreu           |
| 2013       | Soltera otra vez 2 | Sergio "Pelao" Monroy | Herval Abreu           |
| 2014       | Chipe libre        | Ricardo Felman        | Herval Abreu           |
| 2015       | 20añero a los 40   | Cristián Grez         | Germán Barriga         |
| 2017       | Soltera otra vez 3 | Sergio "Pelao" Monroy | Herval Abreu           |
| 2020       | La torre de Mabel  | Arturo Fernández      | Cristián Mason         |

### Sèries i unitaris
| Sèries i Unitaris | Sèries i Unitaris               | Sèries i Unitaris                  | Sèries i Unitaris | Sèries i Unitaris |
| Any               | Sèrie                           | Paper                              | Episodis          | Canal             |
| ----------------- | ------------------------------- | ---------------------------------- | ----------------- | ----------------- |
| 1987-1991         | De chincol a jote               | Varis                              |                   | Canal 13          |
| 2002              | La vida es una lotería          | José Ramón                         | 1 episodi         | TVN               |
| 2003              | Cuentos de mujeres              | Marco                              | 1 episodi         | TVN               |
| 2004              | El cuento del tío               | Víctor                             | 1 episodi         | TVN               |
| 2004              | Loco por ti                     | Taxista                            | 2 episodis        | TVN               |
| 2005              | Tiempo final: en tiempo real    | Tito                               |                   | TVN               |
| 2005              | Los Galindo                     | César Aros                         |                   | TVN               |
| 2005              | Heredia & asociados             | González                           |                   | TVN               |
| 2005              | Los simuladores                 | Federico                           | 2 episodis        | Canal 13          |
| 2007              | Héroes                          | Eugenio Necochea                   | 1 episodi         | Canal 13          |
| 2009              | La Ofis                         | Manuel Cerda                       | 12 episodis       | Canal 13          |
| 2010              | La Colonia                      | José Miguel Gorgona i Palo Quemado | 44 episodis       | Mega              |
| 2011              | Historias de la primera vez     | Papá de Rodrigo                    | 1 episodi         | América TV        |
| 2011-2013         | Prófugos                        | Mario Moreno                       | 26 episodis       | HBO               |
| 2013              | El hombre de tu vida            | Manuel                             | 1 episodi         | Canal 13          |
| 2015              | Narcos                          | La Cucaracha                       | 1 episodi         | Netflix           |
| 2015              | El Bosque de Karadima: la serie | Fernando Karadima                  | 3 episodis        | Chilevisión       |
| 2017              | Papá mono                       | Caco Martínez                      | 14 episodis       | Canal 13          |
| 2017              | Non uccidere                    | Padre Saverio                      | 1 episodi         | RAI               |
| 2018              | Aquí en la Tierra               | Orlando Calles                     | 3 episodis        | Fox Premium       |
| 2019              | Los Espookys                    | Papa Francisco                     | 1 episodi         | HBO               |
| 2020              | El presidente                   | Luis Bedoya                        | 8 episodis        | Prime Video       |
| 2020              | La jauría                       | Claudio Valenzuela                 | 3 episodis        | Prime Video       |
| 2021              | 62: Historia de un mundial      | Corrado                            | 2 episodis        | TVN               |
| 2022              | La jauría                       | Claudio Valenzuela                 | 8 episodis        |                   |

### Ràdio
- La Hora en la Corazón (Radio Corazon, 1997-1999) - Presentador (Personificant a "Cándido Ramírez", mentre es donava la hora exacta, Cándido narrava que estava a l'espera de l'arribada del seu amor; una dama de nom Jocelyn, una cita que mai es realitza, en acabar de donar la hora exacta, es va tocar de fons la música de Me Dejó Plantado de la banda de cumbia argentina Los Dinos, les hores eren emeses de Dilluns a Divendres, llevats els festius).

## Podcast
- Caso 63: Lo que viene después de la pandemia (Spotify, 2020) - Dr. Aldo Rizzolatti

## Vídeos musicals
| Any  | Títol | Artista    | Direcció         |
| ---- | ----- | ---------- | ---------------- |
| 2017 | OVNIS | José Biggs | Alexander Tupper |

## Publicitat
- Oikos (2013-2021) - Comercial de iogurt

## Premis i nominacions
Premis Platino de Cinema Iberoamericà

| Any  | Categoria                      | Treball | Resultat |
| ---- | ------------------------------ | ------- | -------- |
| 2017 | Millor Interpretació Masculina | Neruda  | Nominat  |

Premis Frambuesa - FOTECH
| Any  | Categoria                            | Treball   | Resultat  |
| ---- | ------------------------------------ | --------- | --------- |
| 2017 | Pitjor actor en sèries i/o minisèrie | Papá mono | Guanyador |

### Salut
El 12 de març de 2021, Luis Gnecco va ser internat en la Clínica Alemanya de Santiago després d'haver-se contagiat de COVID-19. El canal xilè de televisió Mega va negar que Gnecco hagués contret la malaltia al set de la versió xilena de Got Talent, ja que s'hi realitzaven proves PCR periòdicament per evitar contagis.